# Tafersit (tribu)
 (avril 2025).
Motif : En attendant des sources secondaires centrées.
- Archive Wikiwix
- Bing
- Cairn
- DuckDuckGo
- E. Universalis
- Gallica
- Google
- G. Books
- G. News
- G. Scholar
- Persée
- Qwant
- (zh) Baidu
- (ru) Yandex
- (wd) trouver des œuvres sur Wikidata

| 1. | Préciser le motif de la pose du bandeau. | Précisez le motif de la pose du bandeau en utilisant la syntaxe suivante : {{admissibilité à vérifier\|date=août 2025\|motif=remplacez ce texte par le motif}}                        |
| 2. | Informer les utilisateurs concernés.     | Pensez à avertir le créateur de l'article, par exemple, en insérant le code ci-dessous sur sa page de discussion : {{subst:avertissement admissibilité à vérifier\|Tafersit (tribu)}} |

Tafersit (en rifain : ⵜⴰⴼⵔⵙⵉⵜ) sont une tribu berbère rifaine localisée au nord-est du Maroc, dans le Rif central.
Les Tafersit sont l'une des plus grandes tribus guerrières du Rif central.
La Tribu des Ait Tafersit a participé à la guerre du Rif et a contribué à la victoire de la bataille d'Anoual aux côtés des Beni Ouriaghel, Ibaqouyen, Ait Touzine, Ait Oulichek et Temsamane.
Il s'agit également de la tribu d'origine de l'émir Abdelkader ibn Muhieddine, son ancêtre Sidi Abd-Al-Qawwi était originaire de la Zaouia de Tafersit.

## Subdivision
La tribu de Tafersit, située dans le Rif oriental du Maroc, fait partie des tribus berbères rifaines, historiquement rattachées à la tribu des Aït Touzine. Elle est connue pour sa position géographique entre la montagne et la mer Méditerranée, ainsi que pour sa forte identité culturelle amazighe.
La tribu de Tafersit est composée de plusieurs sous-tribus ou fractions, qui sont :
- Imajane
- Bouhidouss
- Aït Yarour
- Aït Medien
- Aït Youssef
- Ighmiran ( prononcé Igh-mian)
- Beni Mediene

## Personnalités
Abdelouafi Laftit est né le 29 septembre 1967 à Tafersit. Ministre de l’Intérieur du Royaume du Maroc.
Sallam Riffi : chanteur originaire de Tafersit.
Farid Azarkan né le 16 octobre 1971, est un ancien homme politique néerlandais d'origine marocaine.